# Crassula exilis
Crassula exilis är en fetbladsväxtart. Crassula exilis ingår i släktet krassulor, och familjen fetbladsväxter.

## Underarter
Arten delas in i följande underarter:
- C. e. cooperi
- C. e. exilis
- C. e. picturata
- C. e. schmidtii
- C. e. sedifolia